# Нижняя Гарасимовка
Нижняя Гарасимовка или Нижняя Герасимовка (укр. Нижня Гарасимівка) — село в Краснодонском районе Луганской области Украины. Де факто — с 2014 года населённый пункт контролируется самопровозглашённой Луганской Народной Республикой. Входит в Верхнегарасимовский сельский совет.

## География
Село расположено напротив российского города Донецка на правом берегу реки под названием Большая Каменка, по руслу которой, а также по восточной окраине села, проходит граница между Украиной и Россией. Соседние населённые пункты: посёлок Краснодарский, сёла Верхнегарасимовка и Власовка (все выше по течению Большой Каменки) на юго-западе.

## Общие сведения
Занимает площадь 5,876 км². Почтовый индекс — 94446. Телефонный код — 6435. Код КОАТУУ — 4421481105.

## Население
Население по переписи 2001 года составляло 858 человек.

## Местный совет
94486, Луганская обл., Краснодонский р-н, с. Власовка, кв. Советский, 1